# 炭素-水素結合
炭素-水素結合（たんそ-すいそけつごう、carbon-hydrogen bond、C-H結合）は炭素と水素の共有結合であり、有機化合物ではありふれたものである。結合距離はおよそ109 pmであり、結合エネルギーはおよそ413 kJ/molである。炭素と水素のポーリングの電気陰性度はそれぞれ2.5と2.1で、この差はあまり大きくないのでC-H結合はふつう無極性共有結合とみなされる。構造式では水素原子はよく省略される。C-H結合とC-C結合のみの化合物を炭化水素といい、アルカン、アルケン、アルキン、芳香族炭化水素に分類される。

## 反応
炭素-水素結合は一般に不活性であるが、炭素酸ではC-H結合がプロトンを脱離できる。活性C-H結合はヘテロ原子 (O、N、Siなど）と隣接している。そのような結合でもたいていはラジカル置換反応ぐらいしか関与できない。ほかのC-H結合が関与する特殊な反応はC-H活性化としてまとめられている。
C-H結合は最も強い結合の1つであるが、安定な有機化合物だけをみてもその強さには30%以上のばらつきがある。
| 結合                                | 炭化水素ラジカル       | 結合解離エネルギー (kJ/mol) |
| ----------------------------------- | ---------------------- | --------------------------- |
| {\displaystyle {\ce {CH3-H}}}       | メチル基               | 431                         |
| {\displaystyle {\ce {C2H5-H}}}      | エチル基               | 410                         |
| {\displaystyle {\ce {(CH3)2HC-H}}}  | イソプロピル基         | 397                         |
| {\displaystyle {\ce {(CH3)3C-H}}}   | tert-ブチル基          | 389                         |
| {\displaystyle {\ce {CH2=CH-H}}}    | ビニル基               | 469                         |
| {\displaystyle {\ce {C6H5-H}}}      | フェニル基             | 460                         |
| {\displaystyle {\ce {CH2=CHCH2-H}}} | アリル基               | 368                         |
| {\displaystyle {\ce {C6H5CH2-H}}}   | ベンジル基             | 356                         |
| {\displaystyle {\ce {OC4H7-H}}}     | テトラヒドロフラニル基 | 385                         |